# Levi Henriksen

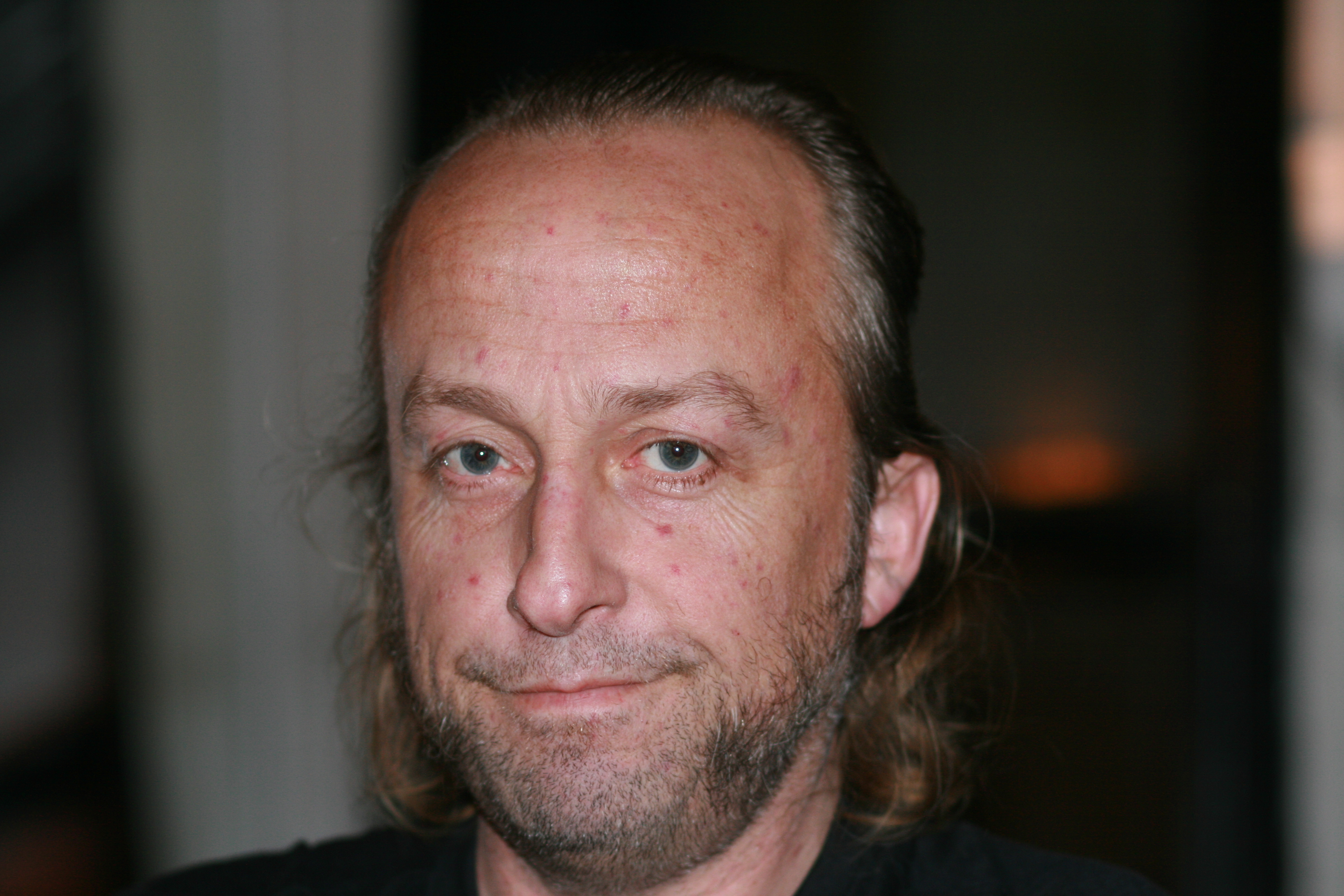
Levi Henriksen 2007.
Foto: Jarle Vines

Levi Henriksen född 15 maj 1964 i Kongsvinger, är en norsk författare, journalist och musiker. Han har givit ut novellsamlingar och romaner på Gyldendal, samt essäsamling, antologi och andra böcker på sitt eget förlag, Magerdal forlag. Henriksen förlägger handlingen i texter till den fiktiva orten Skogli, vars invånares liv han skildrar på gott och ont. Henriksens hemort Granli, i trakten av Kongsvinger, är förlagan för Skogli.
Levi Henriksen debuterade 2002 med novellsamlingen "Feber". Det stora genombrottet kom med romanen Snø vil falle over snø som har falt 2004. Den fick bra kritik, och Henriksen blev tilldelad Bokhandlarpriset samma år. 
Innan novelldebuten var han känd som journalist i lokaltidningen Glåmdalen och Østlendingen. 
Med kollegan Jens Haugen från Glåmdalen som fotograf gav han 1999 ut reseskildringen Lille Norge i store Alaska. På eget förlag har han givit ut antologin Mannen som ikke var fra Kongsvinger, en hyllning till hembygden Kongsvinger vid dess 150-årsjubileum 2004. Titeln är hämtad från en novell av Aksel Sandemose från 1954.
Tidigare gjorde han sig känd som basist och låtskrivare. Mest känt är bandet Heart of Mary, som vann Ungdommens radioavis Rockemønstring, arrangerad av NRK, 1988. Året efter gav de ut albumet Greetings from Stuckville. Levi Henriksen medverkar också som låtskrivare och basist på singeln Possibilities/Bil uten lys med bandet Blundertown 1983.
Karriären som basist tog han åter upp 2005, då skivan Herfra til Rockaway Beach kom ut på Lydbokforlaget. Albumet innehåller självbiografiska historier från Levis musikaliska uppväxt. I oktober 2007 kom ännu en skiva med Henriksen och Mårud, Bang Bang Rett Ned.